# Ana Miguel Pedro
Ana Miguel Pedro Soares, née le 7 octobre 1989 à Oliveira de Azeméis, est une juriste et femme politique portugaise, membre du CDS – Parti populaire. Elle est députée européenne depuis 2024.

## Biographie
Ana Miguel Pedro est diplômée en droit de l'université de Porto. En 2012, elle est stagiaire avec le député européen Nuno Melo au bureau du CDS – Parti populaire au Parlement européen. Elle devient ensuite la conseillère de Nuno Melo entre 2014 et 2024. Elle est également membre de la Commission politique nationale du CDS-PP. Elle est élue députée européenne en 2024,. Elle siège au sein du groupe du Parti populaire européen (PPE).